# No.II
『No.Ⅱ』（ナンバーツー）は、2025年9月22日にTOBE OFFICIAL STORE限定でリリースされる、日本のアイドルグループ・Number_iの2枚目のフルアルバム。同年8月11日には、本作のリードトラック「未確認領域」（みかくにんりょういき）が先行配信された。

## 概要
本作は、TOBE所属のグループである、Number_iの2ndフルアルバム。リードトラックの「未確認領域」は、配信前からSNSで30秒ほどの一部音源を解禁しており、その後、2025年8月11日に先行配信され、ミュージックビデオも同時に公開された。YouTubeでの再生回数は3日で1000万回再生を突破し、日本の急上昇チャートでも1位を獲得している。また、日米iTunesミュージックビデオ総合ランキングでも1位を獲得する快挙を成し遂げている。なお、本作には2ndシングルの表題曲「GOD_i」も収録されている。

### プロモーション
本作のリードトラック「未確認領域」は、配信前からグループの公式YouTubeチャンネルでティザー広告が「未確認領域(U.M.A.) [Trailer "U."]」、「未確認領域(U.M.A.) [Trailer "M."]」、「未確認領域(U.M.A.) [Trailer "A."]」の順に公開され、本作の世界同時配信とミュージックビデオの公開を告知していた。

## 収録内容

### CD

#### 全形態共通
1. In-fright
2. 未確認領域　（Number_iプロデュース楽曲）
3. ATAMI　（神宮寺勇太プロデュース楽曲）
4. Numbers Ur Zone　（Number_iプロデュース楽曲）
5. 幕ノ内
6. ピンクストロベリーチョコレートフライデー　（平野紫耀プロデュース・ソロ楽曲）
7. LOOP　（神宮寺勇太プロデュース・ソロ楽曲）
8. GOD_i　（岸優太プロデュース・2ndシングル表題曲）
9. KC Vibes　（岸優太プロデュース・ソロ楽曲）
10. Taboo
11. Hard Life　（Number_iプロデュース楽曲）
12. Kick Snare Man2
13. 2ONBIE　（岸優太プロデュース楽曲）
14. 幸せいっぱい腹一杯　（平野紫耀プロデュース楽曲）
15. 未確認領域（MONJOE Remix）
16. i-mode　（Number_iプロデュース楽曲）

### Blu-ray

#### 初回生産限定盤A
1. 未確認領域 (Official Music Video) Behind The Scenes
2. No.Ⅱ CD Jacket / Booklet Behind The Scenes

#### 初回生産限定盤B
1. 未確認領域飯店